# Maade
De Maade is de enige binnenrivier in het stadgebied van de steden Schortens en Wilhelmshaven in de Duitse deelstaat Nedersaksen. Ze heeft een lengte van 14,5 km en is van historische betekenis voor de historische Friese gouwen Rustringen en Ostringen. Het Upjeversche Tief, een riviertje in het gebied van het huidige Schortens, stroomt in de Maade.
De rivier is bij de zee afgedamd. Er staat een bouwwerk met een schutsluis en een pomp om het water uit te slaan. De pomp kan 13 m3 water per seconde uitslaan bij een opvoerhoogte van 4 meter. Aan de achterzijde ligt een weg en over de sluis ligt een ophaalbrug. De sluiskolk is 29 meter lang. 